# Třetí efezský koncil
Třetí efezský koncil se konal v Efezu (dnešní turecký Efes) v roce 475. Předsedal mu alexandrijský patriarcha Timotej II. a také se ho zúčastnili Petr Fullo, tehdejší patriarcha Antiochie, a Pavel, exarcha z Efesu. Koncil ratifikoval nedávný „Encyklion“ císaře Basiliska, podepsaný 500–700 biskupy v celé říši, který odsoudil chalcedonský koncil i Tomos ad Flavianum papeže Lva. Sněm tak pro miafyzity je jedním z nejvýznamnějších koncilních odsouzení Chalcedonu. Přítomní na třetím efezském koncilu anatematizovali veškeré nauky kompromitující Kristovo lidství. Koncil také obnovil plnou autonomii efezského exarchátu, který Chalcedon podřídil konstantinopolskému patriarchátu. Koncil z roku 475 dnes přijímají starobylé východní církve, zatímco pravoslavná ani katolická církev ho nepovažují za řádný ekumenický sněm. 

## Usnesení
Biskupové provincie Malé Asie se sešli v Efesu a poslali císaři následující prohlášení: „Ale nyní, když se nám rozsvítilo světlo pravé víry a byl z nás svržen temný mrak bludu, prohlašujeme tímto svou pravou víru před Vaším Veličenstvom a před celým světem. A prohlašujeme, že jsme svobodně a s dobrovolným souhlasem s pomocí Jana Evangelisty jako našeho učitele podepsali Encyklion a bez nátlaku, strachu či lichocení souhlasíme s ním a se vším v něm obsaženým. A pokud nás v budoucnu postihne násilí ze strany lidí, jsme připraveni pohrdat ohněm a mečem, vyhnanstvím i škodou na svém majetku a s opovržením zacházet se vším tělesným utrpením, abychom si mohli udržet pravou víru. Zavrhli jsme a anathematizovali Lvův Tomos i chalcedonské výnosy, které byly příčinou mnoha krveprolití, zmatků, nepokojů, potíží, sporů a konfliktů po celém světě. Jsme totiž spokojeni s učením a vírou apoštolů a svatých otců, tří set osmnácti biskupů, k nimž se připojil také slavný koncil sto padesáti v královském městě a další dva svaté koncily v Efesu, které to vše potvrdily. A my spolu s nimi proklínáme Nestória a všechny, kteří nevyznávají, že Jednorozený Syn Boží se vtělil z Ducha svatého a Panny Marie; stal se dokonalým člověkem, zatímco zůstal nezměněným a stejným dokonalým Bohem; a že nebyl inkarnován z nebe jako pouhá podoba nebo fantazie. A dále anatematizujeme všechny ostatní hereze.“
Biskupové, kteří se scházeli v Efezu, tak stvrzují druhý efezský koncil v roce 449 za alexandrijského papeže Dioskora. Tento druhý koncil a Basiliskův Encyklion chápou jako anatematizaci Nestória a odmítnutí eutychianismu. Biskupové souhlasí s císařem Basiliskem a přímo proklínají Lvův Tomos i chalcedonské dekrety.
Zachariáš zmiňuje, že podobné dopisy psali biskupové z jiných oblastí, někteří dokonce považovali císaře Basiliska v čestném smyslu za 319. biskupa mezi nicejskými otci. Zdá se, že účelem Ecyklionu, vlivu patriarchy Timoteje na císaře a biskupy, kteří jej podepsali, bylo zajistit odsouzení nestorianismu a eutychianismu, zatímco chalcedonské christologické urovnání bylo odmítnuto a koncilní biskupové se vrátili k tomu, co bylo usneseno na druhém efezském koncilu v roce 449. Odmítají mluvit o Kristu „ve dvou přirozenostech“ a chtějí výhradně použvat terminologii sv. Cyrila „ze dvou přirozeností“. Zároveň potvrzují nauku o skutečném vtělení Krista jako dokonalého Boha a dokonalého člověka beze změny.